# Mondseei apátság
A Mondseei apátság egy bencés rendi kolostor az ausztriai Monsdee településen.

## Története
A Mondseeland régió, ahol Mondsee található, korábban Bajorország része volt. 748-ban a Mondsee-apátságot Odilo bajor herceg alapította. Az apátság hagyománya az volt, hogy az első szerzetesek olaszországi Monte Cassinóból származtak. 788-ban, III. Tasziló herceg bukása után Mondsee birodalmi apátság lett, és az évszázadok során kiterjedt tulajdont szerzett. Körülbelül 800-ban az apátságban írták a Codex Millenariust, az evangéliumok illusztrált latin könyveit. 831-ben I. Lajos frank császár a kolostort a Regensburg katedrálisának adta.